# Adenike Akinsemolu
Adenike Adebukola Akinsemolu là một nhà giáo dục môi trường Nigeria và là một doanh nhân xã hội. Adenike là giảng viên tại Đại học Obafemi Awolowo (Adeyemi College Campus). Adenike được biết đến là một trong những chuyên gia hàng đầu của đất nước về sự bền vững môi trường.
Adenike là người sáng lập của Green Campus Initiative, tổ chức vận động môi trường tại trường đầu tiên ở Nigeria.

## Nghề nghiệp
Adenike đã làm việc với Quỹ Clinton ở New York. Sau đó, cô thành lập Sáng kiến Khuôn viên Xanh, là thành viên của Liên hợp quốc. Adenike có bằng thạc sĩ và tiến sĩ về Vi sinh vật Môi trường. Cô ủng hộ việc đưa giáo dục xanh và bền vững vào chương trình giảng dạy ở Nigeria. Adenike là thành viên liên kết của Hiệp hội thịnh vượng chung Hoàng gia và là thành viên của Ban chỉ đạo quốc gia Hiệp hội các nhà thực hành năng lượng bền vững Nigeria  và là giảng viên tại Đại học Curators. Vào năm 2015, các phóng viên Sahara đã làm một bộ phim tài liệu về Hành trình xanh của cô.

## Các vấn đề xã hội và vận động
Adenike đã thúc đẩy sự nghiệp giáo dục trẻ em gái và thành lập 'Giải thưởng dành cho nữ'. Cô đã tham gia vào nhiệm vụ cứu trợ của Quỹ Clinton cho trận động đất ở Haiti,

## Ấn phẩm
- Hoạt tính kháng khuẩn và kháng nấm của Acalypha wilkesiana [18]
- Đánh giá nước thải công nghiệp thuốc lá cho các đặc tính di truyền trên Allium cepa L. Nguyên phân tế bào gốc [19]
- P2-354 Hiệu quả của liệu pháp thay thế opioid ở các tù nhân bị lệ thuộc ma túy: phân tích tổng hợp [20]